# Soanierana Ivongo
Soanierana Ivongo est une commune urbaine malgache, chef-lieu du district de Soanierana Ivongo, située dans la partie centre-est de la région d'Analanjirofo.

## Géographie
Soanierana Ivongo se trouve sur la rive droite de l'embouchure du fleuve Marimbona (en).

## Économie
La ville exploite non pas une agriculture de production mais plus une agriculture de subsistance. La commune a été une grande productrice de vanille, girofle, café mais depuis la chute des cours internationaux, les paysans ne s'intéressent plus à la production de ces produits locaux, mais préfèrent une agriculture permettant subvenir à leurs propres besoins comme le riz.[réf. nécessaire]
La ville de Soanierana Ivongo étant un passage obligé vers les villes de Manompana, Mananara Nord, puis Maroantsetra. Elle est aussi le principal port d'embarquement permettant de rejoindre celui d'Ambodifototra sur l'île Sainte-Marie. De ce fait, un commerce s'est développé tout autour de ce port. Cela peut aller simplement de la restauration des voyageurs aux articles de souvenirs pour les touristes (notamment européens) qui viennent généralement voir le festival de la baleine durant le mois de septembre.